# Eleutherodactylus amplinympha
Espèce
Statut de conservation UICN

 EN B1ab(iii) : En danger
Eleutherodactylus amplinympha est une espèce d'amphibiens de la famille des Eleutherodactylidae.

## Répartition
Cette espèce est endémique la Dominique. Elle se rencontre de 300 à 1 200 m d'altitude.

## Publication originale
- Kaiser, Green & Schmid, 1994 : Systematics and biogeography of Eastern Caribbean frogs (Leptodactylidae: Eleutherodactylus), with the description of a new species from Dominica. Canadian Journal of Zoology, vol. 72, no 12, p. 2217–2237.